# Tuffi ai XVI Giochi asiatici
Le gare di tuffi ai XVI Giochi asiatici si sono svolte dal 22 al 26 novembre 2010 nell'impianto Aoti Aquatics Centre di Canton in Cina ed ha visto lo svolgimento di 10 gare, 5 maschili e 5 femminili.

## Podi

### Uomini
| Evento                      | Oro                          | Punti  | Argento                                    | Punti  | Bronzo                                    | Punti  |
| Tuffi individuali           |                              |        |                                            |        |                                           |        |
| Trampolino 1 m (dettagli)   | He Min                       | 481.20 | Qin Kai                                    | 451.20 | Yeoh Ken Nee                              | 391.10 |
| Trampolino 3 m (dettagli)   | He Chong                     | 525.85 | Luo Yutong                                 | 503.15 | Yeoh Ken Nee                              | 439.45 |
| Piattaforma 10 m (dettagli) | Cao Yuan                     | 557.15 | Huo Liang                                  | 552.50 | Bryan Nickson Lomas                       | 478.60 |
| Tuffi sincronizzati         |                              |        |                                            |        |                                           |        |
| Trampolino 3 m (dettagli)   | Cina Luo Yutong Qin Kai      | 459.60 | Malaysia Bryan Nickson Lomas Yeoh Ken Nee  | 404.85 | Corea del Sud Park Ji-ho Son Seong-chel   | 388.26 |
| Piattaforma 10 m (dettagli) | Cina Yang Liguang Zhou Lüxin | 486.57 | Malaysia Bryan Nickson Lomas Ooi Tze Liang | 407.16 | Corea del Nord Kim Chon-man So Myong-hyok | 394.08 |

### Donne
| Evento                      | Oro                       | Punti  | Argento                                 | Punti  | Bronzo                                   | Punti  |
| Tuffi individuali           |                           |        |                                         |        |                                          |        |
| Trampolino 1 m (dettagli)   | Wu Minxia                 | 326.15 | Zheng Shuangxue                         | 303.90 | Cheong Jun Hoong                         | 271.60 |
| Trampolino 3 m (dettagli)   | He Zi                     | 382.00 | Shi Tingmao                             | 359.90 | Choi Sut Ian                             | 287.55 |
| Piattaforma 10 m (dettagli) | Hu Yadan                  | 436.70 | Wang Hao                                | 426.10 | Pandelela Rinong                         | 344.45 |
| Tuffi sincronizzati         |                           |        |                                         |        |                                          |        |
| Trampolino 3 m (dettagli)   | Cina Shi Tingmao Wang Han | 315.60 | Malaysia Leong Mun Yee Ng Yan Yee       | 279.90 | Giappone Mai Nakagawa Sayaka Shibusawa   | 277.50 |
| Piattaforma 10 m (dettagli) | Cina Chen Ruolin Wang Hao | 360.06 | Malaysia Leong Mun Yee Pandelela Rinong | 311.94 | Corea del Nord Choe Kum-hui Kim Un-hyang | 284.64 |

## Medagliere
| #      | Nazione        | Oro | Argento | Bronzo | Totale |
| ------ | -------------- | --- | ------- | ------ | ------ |
| 1      | Cina           | 10  | 6       | 0      | 16     |
| 2      | Malaysia       | 0   | 4       | 5      | 9      |
| 3      | Corea del Nord | 0   | 0       | 2      | 2      |
| 4      | Giappone       | 0   | 0       | 1      | 1      |
| 4      | Macao          | 0   | 0       | 1      | 1      |
| 4      | Corea del Sud  | 0   | 0       | 1      | 1      |
| Totale | Totale         | 10  | 10      | 10     | 30     |